# Полезіне-Парменсе
Полезіне-Парменсе (італ. Polesine Parmense) — колишній муніципалітет в Італії, у регіоні Емілія-Романья, провінція Парма. З 2016 року Полезіне-Парменсе є частиною новоствореного муніципалітету Полезіне-Цибелло.
Полезіне-Парменсе розташоване на відстані близько 400 км на північний захід від Рима, 115 км на північний захід від Болоньї, 32 км на північний захід від Парми.
Населення — 1432 особи (2014).

## Демографія
Населення за роками:

Станом на 31 грудня 2014 року в муніципалітеті офіційно проживало 207 іноземців з 20 країн, серед них 14 громадян країн Євросоюзу та 1 громадянин України.

## Сусідні муніципалітети
- Буссето
- Станьйо-Ломбардо
- Вілланова-сулл'Арда
- Цибелло